# Шеб Туфік
Шеб Туфік (фр. Cheb Toufik, араб. شاب‭ ‬توفيق; нар. 13 вересня 1975) — алжирський співак. Відомий тим, що разом зі співачкою Хассібою Амруш, заспівав пісню для збірної Алжиру з футболу, коли у 2009 році збірна кваліфікувалась на чемпіонат світу, завдяки додатковому матчу зі збірною Єгипту (проходив на нейтральному полі в Судані).
Найбільш популярними у творчості співака є пісні, що присвячені національній збірній з футболу, а також історії національної команди Алжиру.